# Bergholz (Ohio)
Bergholz – wieś w USA, w stanie Ohio, w hrabstwie Jefferson.
Liczba mieszkańców w 2000 roku wynosiła 769.